# Anthochloa lepidula
Anthochloa lepidula är en gräsart som beskrevs av Christian Gottfried Daniel Nees von Esenbeck och Franz Julius Ferdinand Meyen. Anthochloa lepidula ingår i släktet Anthochloa och familjen gräs. Inga underarter finns listade i Catalogue of Life.